# Rio del Rey
Rio del Rey (også kaldet Rio del Ray) er en flodmunding i den østlige del af Niger-flodsystemets afvandingsområde i Vestafrika i Cameroun. Den vulkanske linje i Cameroun adskiller Rio Del Rey fra Douala-bassinet. Rio del Rey er blevet beskrevet som en flodmunding, hvori "de to floder N'dian og Massake løber ud". Mundingen ligger tæt på grænsen til Nigeria og har forbindelser til udmundingen af Cross River, som den er adskilt fra af Bakassihalvøen. Rio del Rey-flodmundingen har været udpeget som et Ramsarområde siden 2010. 

## Yderligere læsning
- Mangroveøkosystemer: Funktion og forvaltning . s. 71.